# Балликоммон
Балликоммон (англ. Ballycommon; ирл. Baile Uí Chomáin) — деревня в Ирландии, находится в графстве Северный Типперэри (провинция Манстер).